# Asperula elonea
Asperula elonea ist eine auf dem griechischen Peloponnes heimische Pflanzenart der Gattung Meier (Asperula) aus der Familie der Rötegewächse (Rubiaceae).

## Beschreibung
Asperula elonea wächst als ein am Grunde verholzender Halbstrauch und erreicht Wuchshöhen von 20 bis 45 Zentimeter. Die zahlreichen aufrechten oder aufsteigenden, rutenförmigen, verzweigten Stängel sind unbehaart und vierkantig mit scharfen, hervorstehenden Ecken. Die früh abfallenden, aufsteigenden Blätter stehen zu viert oder seltener zu sechst in Quirlen und sind viel kürzer als die Internodien. Die oberen Blätter sind schmal linealisch und 12–20 Millimeter lang, die unteren länglich-elliptisch und 7 bis 20 Millimeter lang. Die Blattspreite ist am Rand deutlich nach unten umgerollt und völlig unbehaart.
Der zymöse Blütenstand ist ein lockerer, verlängerter Thyrsus mit zahlreichen ein- bis zweiblütigen, end- und seitenständigen Scheindolden. Die gegenständigen Tragblätter sind deutlich länger als die Früchte und wie die 3,5 bis 4 Millimeter langen Vorblätter lanzettlich und bewimpert. Die sitzenden Blüten besitzen eine 6–7 Millimeter messende, trichterförmige, rötlich-braun bis bräunlich-violett gefärbte Krone. Sie besteht aus der 4,5 bis 5 Millimeter langen Kronröhre und 1,5 bis 2 Millimeter langen, dreieckig-lanzettlichen Kronzipfeln, deren kapuzenförmige Spitze mit einem 1,5 bis 1,7 Millimeter langen, einwärts gefalteten, dreieckig-fadenförmigen Anhängsel versehen ist. Die 1,5 bis 1,7 Millimeter langen, ellipsoidisch geformten Staubbeutel sind schwärzlich gefärbt und ragen nicht aus der Kronröhre heraus. Der 2 bis 2,5 Millimeter lange Griffel ist vom Grund an zweispaltig. Die Narben sind länglich-keulenförmig. Die 2 bis 3 Millimeter langen Spaltfrüchte sind grünlich-rötlich gefärbt.
Die Blütezeit erstreckt sich von Anfang Mai bis Ende Juli.
Die Chromosomenzahl beträgt 2n = 22.

## Vorkommen und Standort
Asperula elonea ist ein lokal häufiger Endemit des Parnon-Gebirges im Osten des Peloponnes und kommt fast ausschließlich in der griechischen Präfektur Arkadien vor. Sie besiedelt Kalkfelsspalten und Phrygana auf mit Lehm gemischten Stein-, Schotter- und Felsböden in 200–1000 m Meereshöhe.

## Systematik
Asperula elonea steht der auf Kreta endemischen Asperula rigida Sm. und der auf Rhodos, Symi und in Südwest-Anatolien vorkommenden Asperula brevifolia Vent. nahe und wird mit diesen zusammen innerhalb der Gattung Asperula L. in die Sektion Thliphthisa (Griseb.) Ehrend. gestellt.
Asperula elonea ist nach ihrem locus classicus benannt, der in der Umgebung des 9 km westlich von Leonidi gelegenen Klosters Panagia Elonas liegt. Die Art wurde 1984 erstveröffentlicht und war zunächst nur von drei Fundorten bekannt, bis 2006 weitere Funde veröffentlicht wurden.